# JNR EF57 sorozat
A JNR EF57 sorozat  egy Japán 2-C+C-2 tengelyelrendezésű 1500 V DC áramrendszerű villamosmozdony-sorozat volt. A JNR üzemeltette. Összesen 15 db-ot gyártott a Hitachi. A Tókaidó- és a Tóhoku-vonalakon továbbított személyszállító vonatokat. Egy mozdony került megőrzésre, az EF57 7, az Ucunomija parkban, Tocsigi prefektúrában.

## Modellezés
N méretarány-ban a Kato gyártja a mozdonyt.